# Marina Lobatch
Marina Vikentievna Lobatch (née le 26 juin 1970 à Smaliavitchy) est une gymnaste rythmique biélorusse ayant évolué sous les couleurs de l'Union soviétique.

## Biographie
Marina Lobatch commence la gymnastique rythmique à l'âge de sept ans. Elle n'a pas remporté de titre mondial ou européen en concours général individuel mais elle obtient aux Jeux olympiques d'été de 1988 à Séoul la médaille d'or.

## Palmarès

### Jeux olympiques
- Séoul 1988
  -  médaille d'or au concours général individuel.

### Championnats du monde
- Varna 1987
  -  médaille d'or au cerceau.
  -  médaille de bronze à la corde.
  -  médaille de bronze aux massues.
- Valladolid 1985
  -  médaille d'argent à la corde.

### Championnats d'Europe
- Helsinki 1988
  -  médaille d'or à la corde.
  -  médaille d'or au ruban.
  -  médaille de bronze aux massues.
- Florence 1986
  -  médaille de bronze à la corde.